# محافظة بيشة
محافظة بيشة هي محافظة تقع في الجنوب الغربي وتتبع منطقة عسير في المملكة العربية السعودية. وترتفع عن سطح البحر بحوالي (2000) قدم. وبها قرابة (240) قرية تنتشر على ضفتي وادي بيشة وروافده.

## السكان
يبلغ عدد سكان محافظة بيشة حسب إحصاء عام 1444هـ/ 2022م 202,096 نسمة، 114,666 منهم ذكور و87,430 منهم إناث، وعدد السعوديين منهم 151,279، وغير السعوديين 50,817.

## المراكز والقرى التابعة
- الروشن
- عطف الجبرة
- الضبعانه
- المدراء
- النغيلة
- الشداخة
- الصبيحي
- ترج
- مخطط ال شبوه
- المهامل
- الجنينة
- الحيفه
- نمران
- البهيم
- تباله
- المبرز
- الفرع
- واسط
- مسفرة
- الضيقة
- شديق
- الثنية
- الغدنة
- القوزية
- الجبارين
- المخرم
- مطوية
- الباطن
- صمخ
- الحفيرة
- الدحو
- الباقرة
- الحرف
- الشقيقة
- بالشوك
- شديق
- الحازمي
- القوباء
- واعر
- عطف الجبرة
- الرقيطاء
- حليّبه
- الديلمي
- قوز نعمان
- المجمعه
- الجعبة
- الحمّة
- مسلية
- العماير
- عبيلان
- الصور
- الغفرات
- مهر
- الشط
- النهقه
- الحرمل
- الجفرة
- جميع
- الحفيرة
- المروه
- العبلاء
- الحميمه
- النقيع
- الخرسعة
- جمعور
- قرية قطبة
- قنيع

## الزراعة
تعتبر بيشة منطقة زراعية هامة نظرا لخصوبة الأرض وكان من أهم زراعتها التمر أرضها وغزارة مياهها وتشتهر بزراعة النخيل والعنب والفواكه المتنوعة الجوافة والمانجو والرمان، وكذلك زراعة الحبوب والخضروات بأنواعها وتعتمد الزراعة في بيشة على المياه الجوفية، حيث يوجد بها مايقرب من خمسين ألف مضخة لسحب المياه للري. ويمكن تقسيم بيشة وتعتبر منطقة بيشة منطقة خصبة وتربتها من النوع الأصفر أو الطينية الخفيفة نتيجة لرواسب الأودية العديدة بالمنطقة كوادي بيشة وترج وتبالة وهرجاب. ويتصدر إنتاجها الصفري إلى جانب الشُكل والبرني والصفراء والحمراء والقسبة والبديرة.

## أسواق بيشة
- سوق الخميس ويقام في (نمران) من الصباح الباكر من كل يوم خميس وحتى المغرب من نفس اليوم وقد ذكره العديد من الرحالة الإنجليز في مخطوطات قديمة.
- سوق يوم الأربعاء ويقام في (الروشن) من بعد صلاة العصر من كل أربعاء وحتى المغرب وهو سوق قديم وكان بالقرب من مقر الأمارة سابقاً وقد ذكره العديد من الرحالة الأنجليز في مخطوطات قديمه.
- سوق يوم الأربعاء: ويقام في هرجاب (سوق ال عمودة الشعبي)
- سوق يوم الاثنين : ويقام في صمخ
- سوق يوم الثلاثاء:ويقام في (الثنية)
- سوق يوم الأربعاء ويقام في (عطف الجبرة)

من الصباح الباكر من كل أربعاء وحتى المغرب
- سوق يوم الاثنين و يقام في ( الحازمي )
- سوق يوم الخميس ويقام في (النقيع) من الصباح الباكر من كل يوم خميس وحتى المغرب من نفس اليوم
- سوق يوم الجمعة ويقام في (الجنينة) من الصباح الباكر وحتى صلاة الجمعة
- سوق يوم الاثنين ويقام في (واعر) ببيشة ابن عمير من بعد صلاة العصر وحتى المفرب
- سوق يوم الأحد ويقام في (البهيم. وادي ترج) من بعد صلاة الظهر وحتى المغرب
- سوق يوم الأحد ويقام في خيبر الجنوب
- سوق يوم الخميس ويقام في الحفيرة بهرجاب
- سوق السبت في قرى الشقيقه في شمال بيشه ويقام يوم السبت صباحًا وطيلة أيام الأسبوع من بعد العصر وحتى المغرب.
- سوق الربوع الموجود في وسط البلد.

## بيشة في الشعر والأدب
تمثل محافظة بيشة أُنموذجاً حياً لهذا الإرث القديم حيث ما زالت باسمها ورسمها الذي عرفته العرب مُذ أيام الجاهلية فتغنى بها الشعراء وعرفها الملوك والأمراء ناهيك أنها عرين الأُسُود، وكُناس الظباء، ودحُو النَّعام، ومألف الساجعات ومن ذلك ما ذكره سيف بن ذي يَزن الحميري يصف جيشه ويشبهه بأُسْد بيشة الضارية فقال:
ولقد سموتَ إلى الحبوشِ بعصبةٍ
أبناء كُل غَضَنْفَر أسوارِ
من كُل أبيض في الحروبِ كأنَّه
أَسَدٌ «بِبِيْشَةٍ» شَابِك الأَظْفَارِ
ووصفها يعقوب قائلا: «بيشة واد يصب من جبل تهامة».